# Liste des monuments nationaux du district de Porto
Cet article recense les monuments nationaux du district de Porto, au Portugal.

## Liste
| Site                                              | Municipalité             | Identifiant | Coordonnées                        | Image |
| ------------------------------------------------- | ------------------------ | ----------- | ---------------------------------- | ----- |
| Monastère de Travanca (pt)                        | Amarante                 | 69880       | 41° 16′ 40″ nord, 8° 11′ 35″ ouest |       |
| Palais de Dona Loba                               | Amarante                 | 70222       | 41° 14′ 57″ nord, 8° 02′ 43″ ouest |       |
| Église do Salvador de Freixo de Baixo             | Amarante                 | 70350       | 41° 17′ 57″ nord, 8° 07′ 20″ ouest |       |
| Église de Gatão                                   | Amarante                 | 70372       | 41° 17′ 49″ nord, 8° 03′ 47″ ouest |       |
| Pont de São Gonçalo (pt)                          | Amarante                 | 70622       | 41° 16′ 08″ nord, 8° 04′ 41″ ouest |       |
| Église et couvent São Gonçalo (pt)                | Amarante                 | 70623       | 41° 16′ 11″ nord, 8° 04′ 43″ ouest |       |
| Anta d'Aboboreira                                 | Baião                    | 69838       | 41° 12′ 13″ nord, 8° 00′ 27″ ouest |       |
| Monastère de Pombeiro (pt)                        | Felgueiras               | 69837       | 41° 22′ 57″ nord, 8° 13′ 32″ ouest |       |
| Église São Vicente de Sousa (pt)                  | Felgueiras               | 71124       | 41° 20′ 38″ nord, 8° 14′ 55″ ouest |       |
| Église Santa Maria de Airães (pt)                 | Felgueiras               | 71193       | 41° 18′ 53″ nord, 8° 11′ 56″ ouest |       |
| Pelourinho de Lousada                             | Lousada                  | 70657       | 41° 18′ 09″ nord, 8° 14′ 41″ ouest |       |
| Église de Nossa Senhora do Ó de Águas Santas (pt) | Maia                     | 69879       | 41° 12′ 37″ nord, 8° 34′ 38″ ouest |       |
| Voie romaine de Braga à Porto                     | Maia                     | 71155       | 41° 16′ 39″ nord, 8° 36′ 21″ ouest |       |
| Tongóbriga                                        | Marco de Canaveses       | 69712       | 41° 09′ 42″ nord, 8° 08′ 50″ ouest |       |
| Église Matriz de Soalhães                         | Marco de Canaveses       | 69802       | 41° 09′ 45″ nord, 8° 05′ 45″ ouest |       |
| Mémorial d'Alpendurada                            | Marco de Canaveses       | 70243       | 41° 05′ 21″ nord, 8° 14′ 42″ ouest |       |
| Église Santa Maria de Vila Boa do Bispo (pt)      | Marco de Canaveses       | 70257       | 41° 07′ 50″ nord, 8° 13′ 14″ ouest |       |
| Castro dos Arados                                 | Marco de Canaveses       | 70468       | 41° 05′ 52″ nord, 8° 13′ 38″ ouest |       |
| Église Santo André de Vila Boa de Quires (pt)     | Marco de Canaveses       | 70638       | 41° 12′ 29″ nord, 8° 12′ 04″ ouest |       |
| Église de Santo Isidoro                           | Marco de Canaveses       | 72583       | 41° 12′ 28″ nord, 8° 08′ 39″ ouest |       |
| Pelourinho de São Nicolau                         | Marco de Canaveses       | 72766       | 41° 11′ 36″ nord, 8° 09′ 34″ ouest |       |
| Monastère de Leça do Balio                        | Matosinhos               | 70703       | 41° 12′ 36″ nord, 8° 37′ 25″ ouest |       |
| Cruzeiro de Leça do Balio                         | Matosinhos               | 70704       | 41° 12′ 31″ nord, 8° 37′ 21″ ouest |       |
| Padrão do Bom Jesus de Matosinhos (pt)            | Matosinhos               | 71140       | 41° 10′ 52″ nord, 8° 41′ 39″ ouest |       |
| Citernes da Praia de Angeiras (pt)                | Matosinhos               | 71211       | 41° 15′ 34″ nord, 8° 43′ 28″ ouest |       |
| Piscines de mer de Leça da Palmeira (pt)          | Matosinhos               | 328649      | 41° 11′ 34″ nord, 8° 42′ 28″ ouest |       |
| Casa de Chá da Boa Nova (pt)                      | Matosinhos               | 330353      | 41° 12′ 10″ nord, 8° 42′ 54″ ouest |       |
| Église São Pedro de Ferreira (pt)                 | Paços de Ferreira        | 70362       | 41° 15′ 53″ nord, 8° 20′ 37″ ouest |       |
| Citânia de Sanfins                                | Paços de Ferreira        | 70495       | 41° 19′ 23″ nord, 8° 23′ 12″ ouest |       |
| Monastère de Cete (pt)                            | Paredes                  | 70221       | 41° 10′ 51″ nord, 8° 22′ 00″ ouest |       |
| Mémorial d'Ermida (pt)                            | Penafiel                 | 69801       | 41° 10′ 10″ nord, 8° 19′ 48″ ouest |       |
| Église São Martinho de Penafiel                   | Penafiel                 | 69850       | 41° 12′ 26″ nord, 8° 17′ 08″ ouest |       |
| Janela da Reboleira                               | Penafiel                 | 69851       | 41° 12′ 26″ nord, 8° 18′ 18″ ouest |       |
| Pelourinho de Penafiel                            | Penafiel                 | 69852       | 41° 12′ 23″ nord, 8° 17′ 02″ ouest |       |
| Tombe do Monte de São Roque                       | Penafiel                 | 69853       | 41° 12′ 36″ nord, 8° 17′ 43″ ouest |       |
| Anta de Santa Marta                               | Penafiel                 | 70169       | 41° 12′ 24″ nord, 8° 15′ 15″ ouest |       |
| Église São Miguel d'Entre-os-Rios (pt)            | Penafiel                 | 70545       | 41° 05′ 00″ nord, 8° 17′ 57″ ouest |       |
| Monastère de Paço de Sousa (pt)                   | Penafiel                 | 70583       | 41° 09′ 57″ nord, 8° 20′ 41″ ouest |       |
| Église São Gens de Boelhe (pt)                    | Penafiel                 | 70687       | 41° 08′ 06″ nord, 8° 14′ 32″ ouest |       |
| Église du Sauveur de Cabeça Santa (pt)            | Penafiel                 | 70702       | 41° 07′ 55″ nord, 8° 16′ 48″ ouest |       |
| Église São Pedro d'Abragão (pt)                   | Penafiel                 | 71192       | 41° 09′ 26″ nord, 8° 13′ 20″ ouest |       |
| Hôpital Geral de Santo António                    | Porto                    | 70197       | 41° 08′ 50″ nord, 8° 37′ 06″ ouest |       |
| Église Santa Clara de Porto                       | Porto                    | 70198       | 41° 08′ 33″ nord, 8° 36′ 33″ ouest |       |
| Église Saint-François                             | Porto                    | 70199       | 41° 08′ 28″ nord, 8° 36′ 58″ ouest |       |
| Chapelle des Tailleurs (pt)                       | Porto                    | 70200       | 41° 08′ 36″ nord, 8° 36′ 27″ ouest |       |
| Casa do Infante (pt)                              | Porto                    | 70201       | 41° 08′ 27″ nord, 8° 36′ 52″ ouest |       |
| Chafariz das Virtudes (pt)                        | Porto                    | 70202       | 41° 08′ 41″ nord, 8° 37′ 08″ ouest |       |
| Tour de Pedro-Sem                                 | Porto                    | 70203       | 41° 08′ 57″ nord, 8° 37′ 30″ ouest |       |
| Cathédrale de Porto                               | Porto                    | 70397       | 41° 08′ 34″ nord, 8° 36′ 40″ ouest |       |
| Église São Martinho de Cedofeita (pt)             | Porto                    | 70398       | 41° 09′ 21″ nord, 8° 37′ 18″ ouest |       |
| Église Saint-Benoît de Vitória                    | Porto                    | 70399       | 41° 08′ 39″ nord, 8° 36′ 57″ ouest |       |
| Couvent de Grilos                                 | Porto                    | 70400       | 41° 08′ 31″ nord, 8° 36′ 45″ ouest |       |
| Église et tour dos Clérigos (pt)                  | Porto                    | 70401       | 41° 08′ 45″ nord, 8° 36′ 53″ ouest |       |
| Palais da Bolsa                                   | Porto                    | 70402       | 41° 08′ 29″ nord, 8° 36′ 57″ ouest |       |
| Palácio do Freixo                                 | Porto                    | 70403       | 41° 08′ 33″ nord, 8° 34′ 29″ ouest |       |
| Palais épiscopal de Porto                         | Porto                    | 70404       | 41° 08′ 31″ nord, 8° 36′ 42″ ouest |       |
| Pont Maria Pia                                    | Porto, Vila Nova de Gaia | 70405       | 41° 08′ 23″ nord, 8° 35′ 49″ ouest |       |
| Chafariz do Passeio Alegre (pt)                   | Porto                    | 70686       | 41° 08′ 55″ nord, 8° 40′ 21″ ouest |       |
| Pont d'Arrábida (pt)                              | Porto, Vila Nova de Gaia | 70797       | 41° 08′ 51″ nord, 8° 38′ 25″ ouest |       |
| Murailles fernandines de Porto                    | Porto                    | 71120       | 41° 08′ 33″ nord, 8° 36′ 41″ ouest |       |
| Parc de Serralves (pt)                            | Porto                    | 74212       | 41° 09′ 28″ nord, 8° 39′ 26″ ouest |       |
| Cadeia da Relação                                 | Porto                    | 74506       | 41° 08′ 41″ nord, 8° 36′ 57″ ouest |       |
| Théâtre national São João                         | Porto                    | 74813       | 41° 08′ 41″ nord, 8° 36′ 27″ ouest |       |
| Église des Carmélites de Porto                    | Porto                    | 155835      | 41° 08′ 51″ nord, 8° 36′ 59″ ouest |       |
| Centre historique de Porto                        | Porto                    | 11871408    | 41° 08′ 36″ nord, 8° 36′ 47″ ouest |       |
| Église São Pedro de Rates (pt)                    | Póvoa de Varzim          | 70220       | 41° 25′ 24″ nord, 8° 40′ 21″ ouest |       |
| Pelourinho da Póvoa de Varzim (pt)                | Póvoa de Varzim          | 70621       | 41° 22′ 44″ nord, 8° 45′ 39″ ouest |       |
| Monastère de Santo Tirso (pt)                     | Santo Tirso              | 70416       | 41° 20′ 41″ nord, 8° 28′ 18″ ouest |       |
| Église São Pedro de Roriz (pt)                    | Santo Tirso              | 70684       | 41° 20′ 40″ nord, 8° 22′ 50″ ouest |       |
| Castro de Monte Padrão                            | Santo Tirso              | 71123       | 41° 18′ 45″ nord, 8° 26′ 57″ ouest |       |
| Bornes milliaires de la voie de Braga à Porto     | Trofa                    | 70242       | 41° 19′ 19″ nord, 8° 34′ 22″ ouest |       |
| Castro de Alvarelhos                              | Trofa                    | 74025       | 41° 18′ 03″ nord, 8° 37′ 06″ ouest |       |
| Cruzeiro de Valongo                               | Valongo                  | 71171       | 41° 11′ 18″ nord, 8° 29′ 38″ ouest |       |
| Cividade de Bagunte                               | Vila do Conde            | 70124       | 41° 22′ 16″ nord, 8° 39′ 44″ ouest |       |
| Église Santa Maria d'Azurara (pt)                 | Vila do Conde            | 70407       | 41° 20′ 42″ nord, 8° 44′ 09″ ouest |       |
| Église São Cristóvão de Rio Mau (pt)              | Vila do Conde            | 70620       | 41° 23′ 59″ nord, 8° 40′ 46″ ouest |       |
| Église Matriz de Vila do Conde (pt)               | Vila do Conde            | 71207       | 41° 21′ 14″ nord, 8° 44′ 33″ ouest |       |
| Pelourinho de Vila do Conde                       | Vila do Conde            | 71208       | 41° 21′ 14″ nord, 8° 44′ 37″ ouest |       |
| Aqueduc de Santa Clara (pt)                       | Vila do Conde            | 71209       | 41° 21′ 12″ nord, 8° 44′ 21″ ouest |       |
| Église du couvent Santa Clara (pt)                | Vila do Conde            | 71210       | 41° 21′ 11″ nord, 8° 44′ 21″ ouest |       |
| Tombe de Rodrigo Sanches                          | Vila Nova de Gaia        | 70605       | 41° 01′ 43″ nord, 8° 34′ 47″ ouest |       |
| Église da Serra do Pilar                          | Vila Nova de Gaia        | 71225       | 41° 08′ 18″ nord, 8° 36′ 29″ ouest |       |